# Malcolm Greany

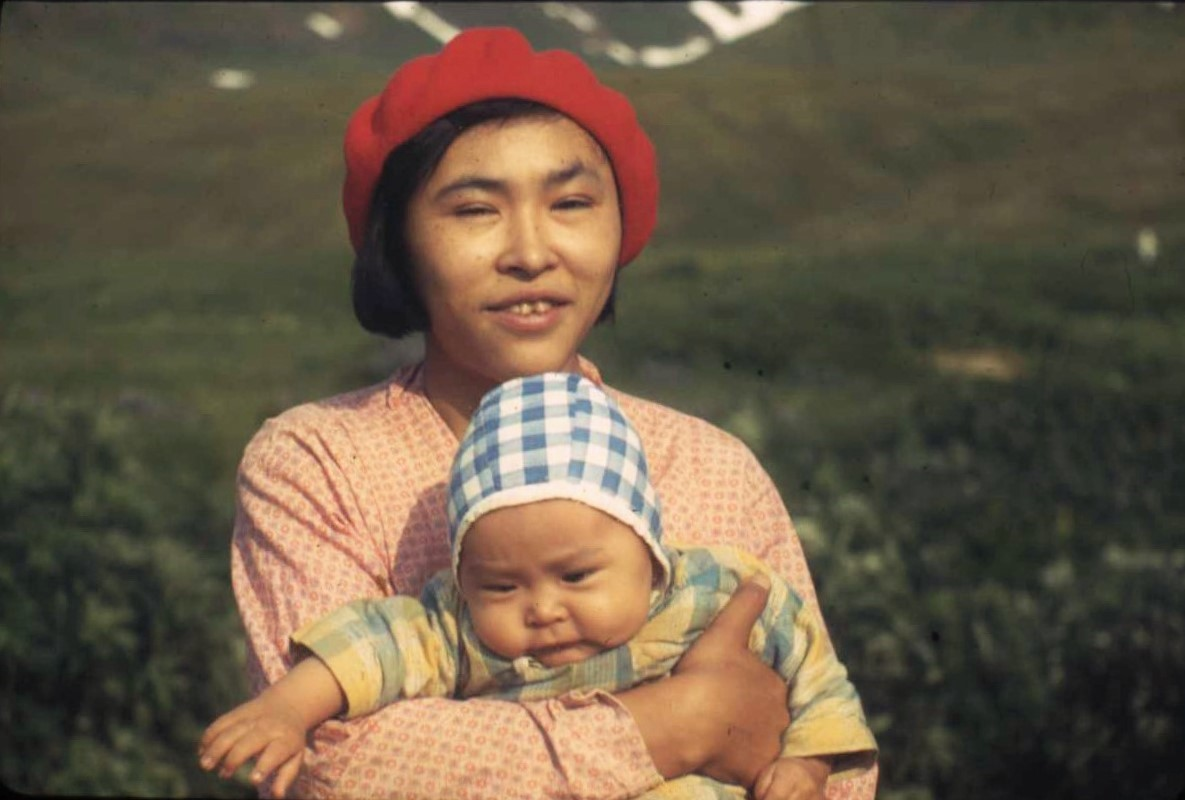
Frau mit Kind auf Attu, Aufnahme von M. Greany, 1941

John Malcolm Greany, meist J. Malcolm Greany (* 23. April 1915 in Philadelphia; † 27. Juli 1999 in Hood River, Oregon), war ein US-amerikanischer Naturfotograf.

## Leben
Greany wuchs in Detroit auf und kam 1936 kam zum ersten Mal nach Juneau, Alaska, wo er das Fotografien erlernte. Im gleichen Jahr begleitete er Reverend Bernard Hubbard auf einer Expedition entlang des Taku River. Nach seiner Heirat 1938 siedelte Greany mit seiner Frau dauerhaft nach Juneau über. Im Zweiten Weltkrieg arbeitete er als Fotograf der US-Armee, unter anderem auf der „MS Brown Bear“ im Gebiet der Aleuten. Auf der westlichsten Aleuten-Insel Attu fotografierte er im Sommer 1941 die Einheimischen und ihre Lebensweise. 1942 wurde die Insel von der japanischen Armee eingenommen und die Bevölkerung deportiert. Nur 25 der ursprünglich 47 Einwohner überlebten, die Siedlung auf Attu wurde nie wieder neu errichtet. Greanys Fotos sind daher die letzten Dokumente über die Bevölkerung Attus. Im September 1944 begleitete Greany als Fotograf eine Suchexpedition der Armee nach einer in unkartiertem Gebiet östlich des Mount McKinley abgestürzten Douglas DC-3.

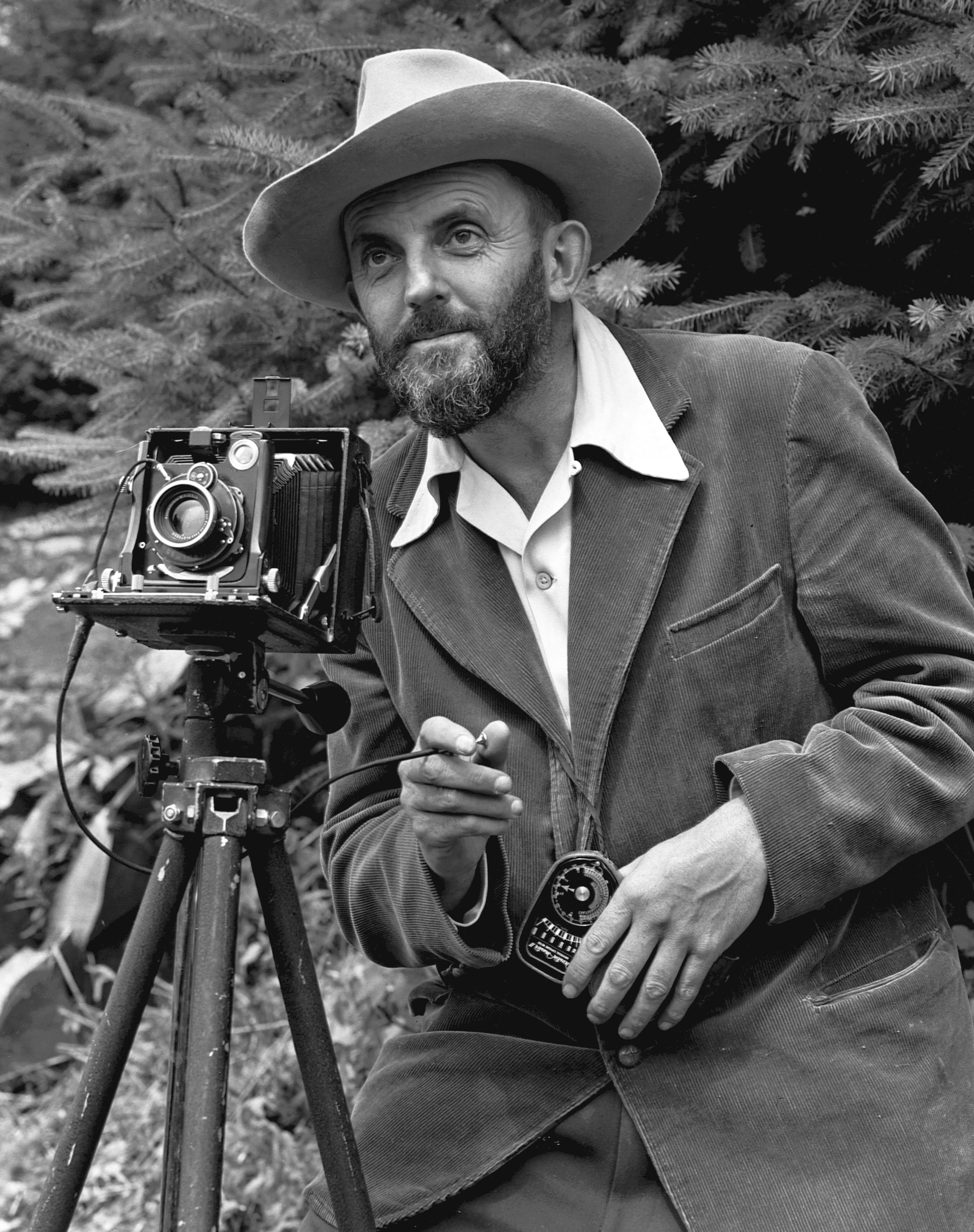
Eine von Greanys Porträtaufnahmen von Ansel Adams

 Später war Greany als freier Fotograf und für verschiedene öffentliche und staatliche Ämter in Alaska tätig, zuletzt für den US Forest Service in Missoula. Seine Naturfotografien wurden international bekannt und erschienen unter anderem im Time Magazine und bei National Geographic. Bekannt wurden auch seine Porträtaufnahmen von Ansel Adams, mit dem ihn eine langjährige Freundschaft und Zusammenarbeit verband. Im Gegenzug fertigte Adams auch Aufnahmen von Greany an.
1974 setzte sich Greany in Hood River, der Geburtsstadt seiner Frau Irene, zur Ruhe. Mit Irene war er 61 Jahre, bis zu seinem Tod 1999, verheiratet, das Paar hatte fünf gemeinsame Kinder.

## Veröffentlichungen
- Alaskan Cookbook. Howell-North, 1960 (mit Fotografien von M. Greany)